# Sophie (álbum)
Sophie (estilizado en mayúsculas) es el segundo álbum de estudio, primer y último lanzado de forma póstuma, de la productora escocesa Sophie. Fue publicado el 25 de septiembre de 2024 mediante las discográficas MSMSMSM, Transgressive y Future Classic.

## Antecedentes y desarrollo
En junio de 2021 Ben Long, hermano de la productora, habló por primera vez sobre la publicación de un trabajo póstumo de Sophie, pues existían “cientos de pistas”, con cierto material inclusive encontrándose casi terminado, necesitando tan solo unos toques finales. Según él mismo, el álbum tendría un enfoque más pop que el álbum debut de Sophie, pues  el plan era publicar un proyecto experimental seguido por uno pop, creando un ciclo.
El 21 de junio, mediante el canal de Youtube de Sophie, se publica un video de más de una hora de duración con la fecha de 24 de junio de 2024 en los husos horarios de cinco ciudades: Londres, Berlín, Los Ángeles, Nueva York y Sídney. Ese día se anuncia el álbum junto al lanzamiento de su primer sencillo «Reason Why» con un mensaje hecho por la familia de Sophie en las redes sociales creadas para el proyecto (@msmsmsm_forever): 

Cuando nosotros, la familia de Sophie, dimos los primeros pasos para hacer realidad este proyecto, nos contactamos con los queridos amigos con quienes ella imaginó el álbum. Escribimos “hemos encontrado consuelo en la música que Sophie nos dejó, es un regalo que realmente apreciamos mientras tratamos de encontrar un camino a seguir, con Sophie para siempre en el centro de nuestros mundos.” Sophie no solía hablar públicamente de su vida privada y prefería poner todo lo que quería expresar en su música. Se siente bien compartir con el mundo la música que esperaba lanzar, con la creencia de que todos podemos conectarnos con ella en esta, la forma que más amaba. Sophie se entregó por completo a su música. Es aquí donde siempre se le puede encontrar.
Familia de Sophie

## Promoción

### Sencillos
El 24 de junio fue publicado el primer sencillo, titulado «Reason Why», en colaboración de Kim Petras y BC Kingdom, presentado de forma exclusiva en la BBC Radio 1 y posteriormente acompañado por un visualiser en YouTube.
El 23 de julio fue publicado el segundo sencillo, titulado «Berlin Nightmare», en colaboración de Evita Manji. Es el primer sencillo que fue lanzado sin un visualiser en YouTube.
El 24 de julio fue publicado el tercer sencillo, titulado «One More Time» en colaboración con Popstar acompañado por un visualiser en YouTube. 
El 28 de agosto fue publicado el cuarto sencillo, titulado «Exhilarate» en colaboración con Bibi Bourelly acompañado por un visualiser en YouTube.
El 24 de septiembre fue publication El quinto y último sencillo, titulado «My Forever», es el segundo sencillo que fue lanzado sin un visualiser en YouTube.